# 拉古纳德内格里略斯
拉古纳德内格里略斯，是西班牙卡斯蒂利亚-莱昂莱昂省的一个市镇。 总面积72平方公里，总人口1444人（001年），人口密度20人/平方公里。